# حقوق الإنسان

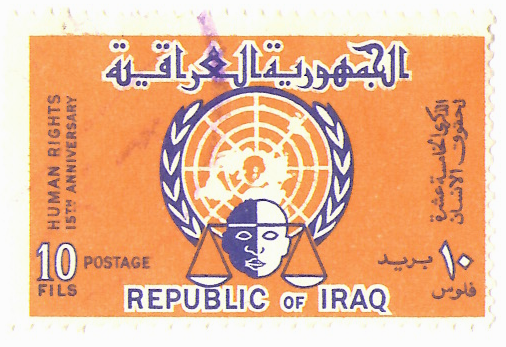
طابِع بَريدي عِراقي فِئة 10 فلس صدرَ عام 1963 بِمُناسبة الذِكرى الخامِسة عَشرة للإعلان العالَمي لحُقوق الإنسان.

حقوق الإنسان هي المبادئ الأخلاقية أو المعايير الاجتماعية التي تصف نموذجاً للسلوك البشري الذي يُفهم عموما بأنه مجموعة من الـحقوق الأساسية التي لا يجوز المس بها وهي مستحقة وأصيلة لكل شخص لمجرد كونها أو كونه إنسان، فهي ملازمة لهم بغض النظر عن هويتهم أو مكان وجودهم أو لغتهم أو ديانتهم أو أصلهم العرقي أو أي وضع آخر. وحمايتها منظمة كحقوق قانونية في إطار القوانين المحلية والدولية. وهي كلّية وتنطبق في كل مكان وفي كل وقت ومتساوية لكل الناس، وتتطلب التماهي والتشاعر وسيادة القانون وتفرض على المرء احترام الحقوق الإنسانية للآخرين. ولا يجوز ولا ينبغي أن تُنتزع إلا نتيجة لإجراءات قانونية واجبة تضمن الحقوق ووفقا لظروف محددة، فمثلا، قد تشتمل حقوق الإنسان على التحرر من الحبس ظلما والتعذيب والإعدام. وهي تقر لجميع أفراد الأسرة البشرية قيمة وكرامة أصيلة فيهم. وبإقرار هذه الحريات فإن المرء يستطيع أن يتمتع بالأمن والأمان، ويصبح قادراً على اتخاذ القرارات التي تنظم حياته. فالاعتراف بالكرامة المتأصلة لدى الأسرة البشرية وبحقوقها المتساوية الثابتة يعتبر ركيزة أساسية للحرية والعدل وتحقيق السلام في العالم.
وإن ازدراء وإغفال حقوق الإنسان أو التغاضي عنها لهو أمر يفضي إلى كوارث ضد الإنسانية، وأعمالا همجية، آذت وخلّفت جروحا وشروخا عميقة في الضمير الإنساني. ولهذا فإنه من الضروري والواجب أن يتولى القانون والتشريعات الدولية والوطنية، حماية حقوق الإنسان لكي لا يضطر المرء آخر الأمر إلى التمرد على الاستبداد والظلم، ولكي لا يشهد العالم والإنسانية مزيدا من الكوارث ضد حقوق الإنسان والضمير الإنساني جميعا.

## تعريفها
حقوق الإنسان ليس لها تعريفٌ محددٌ بل هناك العديد من التعاريف التي قد يختلف مفهومها من مجتمع إلى آخر أو من ثقافة إلى أخرى، لأن مفهوم حقوق الإنسان أو نوع هذه الحقوق يرتبطان بالأساس بالتصور الذي نتصور به الإنسان، لذلك سوف نستعرض مجموعة من التعاريف لتحديد هذا المصطلح:
يعرفها «رينية كاسان» وهو أحد واضعي الإعلان العالمي لحقوق الإنسان بأنها (فرع خاص من الفروع الاجتماعية يختص بدراسة العلاقات بين الناس استناداً إلى كرامة الإنسان وتحديد الحقوق والرخص الضرورية لازدهار شخصية كل كائن إنساني، ويرى البعض أن حقوق الإنسان تمثل رزمة منطقية متضاربة من الحقوق والحقوق المدعاة). أما «كارل فاساك» فيعرفها بأنها (علم يهم كل شخص ولا سيما الإنسان العامل الذي يعيش في إطار دولة معينة، والذي إذا ما كان متهما بخرق القانون أو ضحية حالة حرب، يجب أن يستفيد من حماية القانون الوطني والدولي، وأن تكون حقوقه وخاصة الحق في المساواة مطابقة لضرورات المحافظة على النظام العام). في حين يراها الفرنسي «ايف ماديو» بأنها (دراسة الحقوق الشخصية المعرف بها وطنياً ودولياً والتي في ظل حضارة معينة تضمن الجمع بين تأكيد الكرامة الإنسانية وحمايتها من جهة والمحافظة على النظام العام من جهة أخرى). أما الفقيه الهنكاري «أيمرزابو» فيذهب إلى (أن حقوق الإنسان تشكل مزيجاً من القانون الدستوري والدولي مهمتها الدفاع بصورة مباشرة ومنظمة قانونا عن حقوق الشخص الإنساني ضد انحرافات السلطة الواقعة في الأجهزة الدولية، وأن تنمو بصورة متوازنة معها الشروط الإنسانية للحياة والتنمية المتعددة الأبعاد للشخصية الإنسانية).
وجميع التعريفات الآنفة الذكر تعكس وجهة نظر الكتاب الأجانب، أما فيما يخص الكتاب العرب فإن «محمد عبد الملك متوكل» يعطي تعريفاً شاملا وواسعا إذ يعرفها بأنها (مجموعة الحقوق والمطالب الواجبة الوفاء لكل البشر على قدم المساواة دونما تمييز بينهم). أما رضوان زيادة فيذهب إلى القول بأن حقوق الإنسان (هي الحقوق التي تكفل للكائن البشري والمرتبطة بطبيعته كحقه في الحياة والمساواة وغير ذلك من الحقوق المتعلقة بذات الطبيعة البشرية التي ذكرتها المواثيق والإعلانات العالمية). ويرى الأستاذ «باسيل يوسف» أن حقوق الإنسان (تمثل تعبيراً عن تراكم الاتجاهات الفلسفية والعقائد والأديان عبر التاريخ لتجسد قيم إنسانية عليا تتناول الإنسان أينما وجد دون أي تمييز بين البشر لا سيما الحقوق الأساسية التي تمثل ديمومة وبقاء الإنسان وحريته). أما «محمد المجذوب» فيعرفها بأنها (مجموعة الحقوق الطبيعية التي يمتلكها الإنسان واللصيقة بطبيعته والتي تظل موجودة وإن لم يتم الاعتراف بها، بل أكثر من ذلك حتى ولو انتهكت من قبل سلطة ما).
أما الأمم المتحدة فقد عرفت حقوق الإنسان بأنها (ضمانات قانونية عالمية لحماية الأفراد والجماعات من إجراءات الحكومات التي تمس الحريات الأساسية والكرامة الإنسانية، ويلزم قانون حقوق الإنسان الحكومات ببعض الأشياء ويمنعها من القيام بأشياء أخرى)، أي أن رؤية المنظمة الدولية لحقوق الإنسان تقوم على أساس أنها حقوق أصيلة في طبيعة الإنسان والتي بدونها لا يستطيع العيش كإنسان.

## حقوق الإنسان في القوانين
تكفل القوانين وتضمن الأنظمة التشريعية في معظم بلاد العالم صيانة حقوق الإنسان، وعلى الرغم من ذلك فإن هذه الأنظمة لا تكون دائما فعالة، وتعجز معظمها عن إقرار بعض حقوق الإنسان، إلا أن المعايير العالمية تضمن إقرار هذه الحقوق عندما تعجز الحكومات عن حمايتها، فمنظمة الأمم المتحدة التي تعمل للمحافظة على الأمن والسلام الدوليين قد سنت معظم القوانين الدولية التي تقر حقوق الإنسان وتكفل صيانتها، ويذكر أن كافة دول العالم المستقلة تقريباً لها مقاعد بالأمم المتحدة، وأيضا تقوم الأمم المتحدة وبعض المنظمات الأخرى بالكشف عن انتهاكات حقوق الإنسان حول العالم، وتعمل على وقف هذه الانتهاكات. ومن الوسائل التي ساعدت على نشر الوعي بحقوق الإنسان في جميع أنحاء العالم هي العولمة والتي تعني ببساطة تواصل المجتمعات البشرية ببعضها البعض من خلال تفاعل الثقافات والتجارة ووسائل الإعلام كالصحف وشبكات الإنترنت والتلفاز.

## التاريخ

### آراء الفلاسفة والأديان

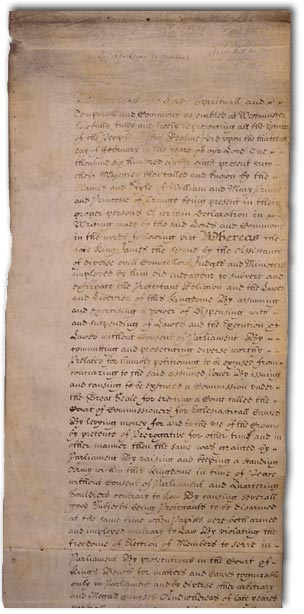
وثيقة ماجنا كارتا أصدرت في إنجلترا عام 1215

لا يمكن القول إن هناك لحظة زمنية معينة بدأت عندها الأصول الأولى لفكرة حقوق الإنسان. وأغلب الظن أن هذه الأصول إنما تعود إلى الوقت الذي بدأ فيه الناس يعيشون حياة مشتركة. فالفكرة قديمة قدم الحياة البشرية ذاتها.
وقد عني المفكرون والفلاسفة على مر العصور بالتنظير لحقوق الإنسان والمطالبة بصونها، والواقع أن الفرد كان يخضع للجماعة في كل شيء بلا حدود أو قيود إلى أن سادت الفكرة بضرورة عدم إطلاق يد الدولة بالتدخل في شؤون الأفراد. فاليونانيون في مآثرهم الشهيرة تناولوا حق الإنسان في الحياة وفي حرية التعبير والمساواة أمام السلطة وغير ذلك من الحقوق الطبيعية التي عدها مفكروهم اللبنة الأساسية في بناء المجتمع السياسي.
كذلك اهتم بوذا والفلسفة الهندية بالأخطار المحدقة بالحريات الأساسية للإنسان جراء العنف والفاقة والاستغلال ونقض العهود. وتضمن قانون «مانو» الذي ذاع صيته في العام الألف قبل الميلاد عدداً من المبادئ الهادفة لصيانة الإنسان من هذه الأخطار.
ووقفت الفلسفة الصينية وقفة طويلة أمام واجبات الإنسان تجاه أخيه الإنسان بما يكفل حقوقه الأساسية في الحياة والسعادة وحرية التعبير عن الذات. وينسب إلى كونفوشيوس القول الشهير:«الإنسان لا يتعلم المدنية إلا عندما يطعم ويكسى بشكل لائق». وأكدت المسيحية كرامة الإنسان والمساواة بين الجميع بوصفهم عيال الله في الإنجيل. أما الإسلام، فقد ذكرت حقوق الإنسان في القرآن والحديث النبوي.

### عصر التشريعات

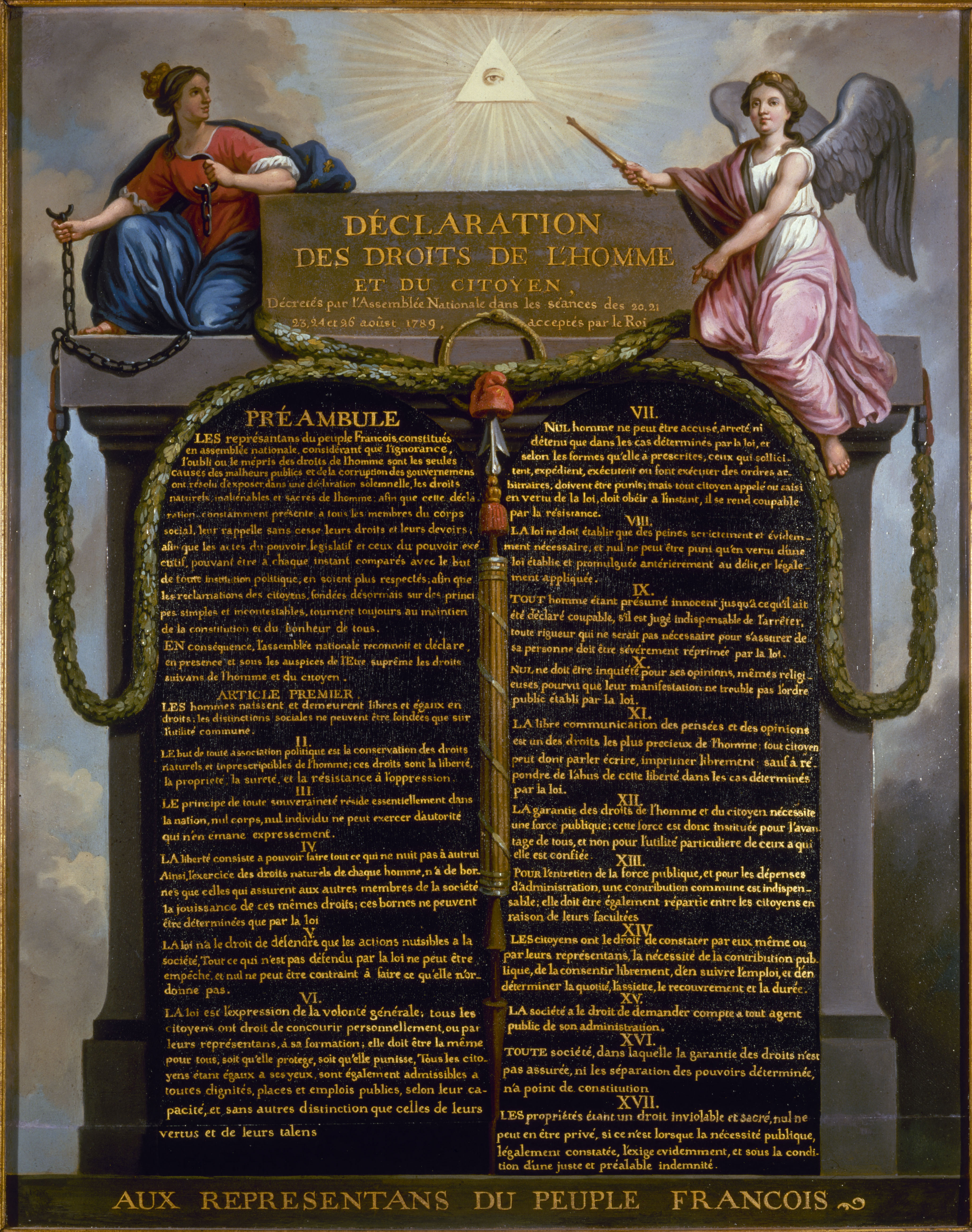
إعلان حقوق الإنسان والمواطنة صدقت عليه الجمعية الوطنية الفرنسية، 26 أغسطس، 1789.

ولقد انتقلت الدعوة إلى حماية حقوق الإنسان من ألسنة الأنبياء والفلاسفة إلى الحكام، فشهدت أوروبا خاصة نصوصاً مكتوبة مَنَّ بها الملوك السادة على شعوبهم استجابة للنقمة التي كانت تشتعل في النفوس نتيجة إهدار حقوق الإنسان في شتى الصور. يذكر من ذلك، على سبيل المثال، العهد العظيم المعروف ماجنا كارتا الذي أصدره جون ملك الإنجليز في مطلع القرن الثالث عشر ثم قانون الحقوق الإنكليزي المعروف باسم Bill of Rights الذي صدر في أواخر القرن السابع عشر، ونص على ضمانات الفرد في التقاضي.
لكن المتفق عليه أن اهتمام التشريع الوضعي بحقوق الإنسان، بدأ فعلاً بصورة منتظمة مع الثورتين الكبيرتين في أمريكا وفرنسا.
وفعلت الأفكار الثورية التي أطلقتها الإعلانات فعلها، فتفجرت ثورات الشعوب وتهاوت العروش والأنظمة الاستبدادية في أوروبا وأمريكا اللاتينية. وجاءت التشريعات الداخلية وعدد من الأنظمة الدولية بنصوص تجعل من احترام حرية الإنسان وحقوقه جوهر وجود المجتمع السياسي وسبب استمراره. من ذلك مثلاً اتفاقية برلين لعام 1855 واتفاقية بروكسل عام 1890 بتحريم الاتجار بالرقيق واتفاقية باريس لعام 1904 بمكافحة الاتجار بالرقيق الأبيض واتفاقية لاهاي عام 1912 بمكافحة المخدرات، واتفاقية باريس لعام 1903 بالعناية بصحة الفرد ومكافحة الأوبئة الضارة بالصحة العامة واتفاقية لندن عام 1914 بتنظيم الإنقاذ البحري وإتفاقية برن لعام 1886 بحماية حقوق المؤلف الأدبية والفنية وغير ذلك.
وعرف القانون الدولي العرفي بعض المبادئ التي يمكن الركون إليها في مجال حماية الإنسان وصيانة حقوقه منها مبدأ التدخل لأغراض إنسانية ومسؤولية الدولة. ومع أن النظام الأول قد طبق من قبل بعض الدول الأوروبية ضد الدول الضعيفة خارج القارة لحماية طائفة معينة من الناس مما حمل ميثاق الأمم المتحدة على منع التدخل في الشؤون الداخلية للدول بشتى أنواعه إلا أن التدخل لأغراض إنسانية عاد للبروز مجدداً. من ذلك تدخل الأمم المتحدة إنسانياً في الصومال ثم في البوسنة بين عدد من الحالات.
أما عهد عصبة الأمم فلم يتضمن نصوصاً خاصة بتقرير الصيغة الدولية لحماية حقوق الإنسان، باستثناء ما جاء من التزام أعضاء العصبة أن يعاملوا بصورة عادلة الشعوب التي تقطن أقاليم خاضعة لإدارتهم سواء في حماية أو انتداب، وكذلك التزام حماية حقوق الأقليات. واهتمت منظمة العمل الدولية[ر] بموضوع توفير الأجر المجزي للعامل ورعاية شؤونه وتحسين أحواله. لكن الحرب العالمية اندلعت ثانية بصورة وحشية لم يشهد لها الناس مثيلاً من قبل. لقد تسببت الحرب العالمية الثانية للناس في كل مكان بآلام «يعجز عنها الوصف». بل لقد صدق هنري كاسان عندما وصفها بأنها كانت في جوهرها «حرباً صليبية على حقوق الإنسان».

### حقوق الإنسان في عصر التنظيم الدولي الراهن
| لما كان الاعتراف بالكرامة المتأصلة في جميع أعضاء الأسرة البشرية وبحقوقهم المتساوية الثابتة هو أساس الحرية والعدل والسلام في العالم. ولما كان تناسي حقوق الإنسان وازدراؤها قد أفضيا إلى أعمال همجية آذت الضمير الإنساني، وكان غاية ما يرنو إليه عامة البشر انبثاق عالم يتمتع فيه الفرد بحرية القول والعقيدة ويتحرر من الفزع والفاقة. ولما كان من الضروري أن يتولى القانون حماية حقوق الإنسان لكيلا يضطر المرء آخر الأمر إلى التمرد على الاستبداد والظلم. ولما كانت شعوب الأمم المتحدة قد أكدت في الميثاق من جديد إيمانها بحقوق الإنسان الأساسية وبكرامة الفرد وقدره وبما للرجال والنساء من حقوق متساوية وحزمت أمرها على أن تدفع بالرقي الاجتماعي قدماً وأن ترفع مستوى الحياة في جو من الحرية أفسح. ولما كانت الدول الأعضاء قد تعهدت بالتعاون مع الأمم المتحدة على ضمان اطراد مراعاة حقوق الإنسان والحريات الأساسية واحترامها. ولما كان للإدراك العام لهذه الحقوق والحريات الأهمية الكبرى للوفاء التام بهذا التعهد. فإن الجمعية العامة تنادي بهذا الإعلان العالمي لحقوق الإنسان على أنه المستوى المشترك الذي ينبغي أن تستهدفه كافة الشعوب والأمم حتى يسعى كل فرد وهيئة في المجتمع، واضعين على الدوام هذا الإعلان نصب أعينهم. |
| —ديباجة الإعلان العالمي لحقوق الإنسان |

ورد ذكر حقوق الإنسان في سبعة مواضع من ميثاق الأمم المتحدة الذي يعد دستور العلاقات الدولية في العصر الحاضر.

وعلى الرغم مما أخذ على نصوص الميثاق حول حقوق الإنسان، سواء لغموضها وعدم دقة عبارتها أم لكونها تتعارض مع نص المادة الثانية (ف7) التي تمنع تدخل المنظمة الدولية أو أعضائها فيما يعد من الشؤون الداخلية للدول، ومنها في رأي بعضهم حقوق الإنسان، ومع ذلك باشرت المنظمة الدولية نشاطها في التفريع على الأصول التي جاء بها الميثاق، فأصدرت في العاشر من كانون الأول\ديسمبر 1948 «الإعلان العالمي لحقوق الإنسان» الذي صاغته لجنة حقوق الإنسان على مدى ثلاث سنوات ويزيد بموجب قرارها رقم 217 (3) وكانت بقرارها الصادر في 9/12/1948 أقرت مشروع اتفاقية منع ومعاقبة جريمة إبادة الجنس. يتألف الإعلان العالمي لحقوق الإنسان من مقدمة أو يتبعها 30 مادة ويخطط رأي الجمعية العامة بشأن حقوق الإنسان المكفولة لجميع الناس ويشكل وثيقة حقوق دولية تمثل الإعلان الذي تبنته الأمم المتحدة وأضحى أحد الوثائق الرئيسية لحقوق الإنسان، وأعطى إيڤات رئيس الجمعية العامة للأمم المتحدة في دورتها عام 1948 فكرة عن القيمة المعنوية لهذا الإعلان حين قال: 
.
لقد اقتبس كثير من الدساتير الوطنية الصادرة بعد عام 1948 أحكامها العامة في تعداد حقوق المواطنين وتحديد مفاهيمها من الإعلان العالمي لحقوق الإنسان من هذه الدساتير دستور الجمهورية العربية السورية الصادر عام 1973 الذي خصص في بابه الأول، المواد من 25 إلى 40 لبيان الحقوق والحريات العامة التي يتمتع بها الأفراد وسبل حمايتها، إضافة إلى الأحكام الواردة في الأبواب الأخرى من الدستور التي تقرر المبادئ المتعلقة بحياة الأفراد وحرياتهم وملكياتهم.
أما القيمة القانونية للإعلان فقد كانت محل جدل وحوار سياسي وفقهي لا أول له ولا آخر، إذ ذهب بعض أرباب الإعلان (مثل شارك مالك من لبنان) إلى أنه ملزم قانوناً وشايعه في هذا فقهاء معروفون مثل «تشيركوفيتش» في حين أصرت السيدة «اليانور روزفلت» (الولايات المتحدة) وهي من اللاتي أسهمن في صوغ الإعلان إلى أنه قرار صادر عن الجمعية العامة وليس معاهدة ولا اتفاقاً دولياً بل ولا يهدف إلى إنشاء قانون أو التزام قانوني إنه مجرد إعلان لمبادئ معينة تتصل بحقوق الإنسان وحرياته، فهو نموذج مشترك لما حققته شعوب كل الدول» وكان الاتجاه ذاته لفقهاء معروفين مثل «أوبنهايم» و«مهاجان». واتخذ فقهاء آخرون موقفاً وسطاً فالإعلان عندهم ليس قانوناً بل له صفة أدبية عظيمة، كما يقول إيزبجيوفور، وصفته ترقى به إلى مكان الالتزامات التي لا مندوحة عنها للدول كما قال آزارا وفيرون.
وأياً كان رأي هؤلاء وأولئك فإن قيمة هذه المحاورات، أصبحت محدودة إلى حد كبير بعد انقضاء خمسة وأربعين عاماً على صدور الإعلان وإصرار الدول باطراد على اعتماد المبادئ التي جاء بها في دساتيرها الوطنية، مما يضفي عليها طابع القانون الدولي العرفي ويجعلها واجبة النفاذ تحت طائلة المساءلة الدولية، ونيل تلك الوثيقة موقعاً هاماً في القانون الدولي، وذلك مع وثيقتي العهد الدولي الخاص بالحقوق المدنية والسياسية من سنة 1966، والعهد الدولي الخاص بالحقوق الاقتصادية والاجتماعية والثقافية من سنة 1966. وتشكل الوثائق الثلاثة معاً ما يسمى «لائحة الحقوق الدولية». وفي 1976، بعد أن تم التصديق على الوثيقتين من قبل عدد كاف من الأمم، أخذت لائحة الحقوق الدولية قوة القانون الدولي.

### حقوق الإنسان في المواثيق الدولية بعد الإعلان العالمي
لم تكتف توصية الجمعية العامة رقم 217 لعام 1948 بإصدار الإعلان العالمي لحقوق الإنسان، بل تضمنت تصميم الأمم المتحدة على إعداد ميثاق أو مواثيق تضم في جنباتها التزامات قانونية واضحة مع الدول ووسائل تنفيذ، أو نظام دولي من شأنه ضمان الاعتراف الفعلي بحقوق الإنسان واحترامها. وفي عام 1952 قررت الجمعية العامة أن يكون هناك ميثاقان أو عهدان أحدهما يعالج حقوق الإنسان السياسية والمدنية والآخر حقوق الإنسان الاقتصادية والاجتماعية والثقافية، وسارعت لجنة حقوق الإنسان إلى العمل الجاد فأنهت عملها في العام 1954 ورفعت مشروعين للجمعية العامة.
وبعد اثني عشر عاماً من النقاش والجدل استقر الرأي الإجماعي للدول الأعضاء على الميثاقين في صيغتهما الأخيرة، وقد صدرا جنباً إلى جنب مع بروتوكول اختياري ملحق بالاتفاقية الخاصة بالحقوق المدنية والسياسية وذلك بقرار الجمعية العامة رقم 2106 (الدورة 20) في ديسمبر 1966 وعرضت هذه المستندات الثلاث على الدول الأعضاء لتصديقها أو الانضمام إليها ودخلت حيز التنفيذ الفعلي فيما بين الدول المصدقة أو المنضمة عام 1976. والقطر العربي السوري طرف في الميثاقين مع مئة وثلاثين دولة ونيف (حتى نهاية عام 1994).
تعهدت كل دولة صدقت على العهد الخاص بالحقوق المدنية والسياسية بحماية شعبها عن طريق القانون من المعاملة القاسية أو غير الإنسانية والمهينة. وتعترف بحق كل إنسان في الحياة والحرية والأمن والحرمة والكرامة، كما أنها تحرم الرق وتكفل الحق في المحاكمة العادلة للجميع وتحمي الأشخاص من الاعتقال والإيقاف التعسفيين، كما يقر العهد المذكور بحرية الفكر والضمير والعقيدة الدينية وحرية الرأي والتعبير والحق في التجمع السلمي وبحرية المشاركة في الحياة السياسية والعامة. ونص كذلك على حرية الرضا في الزواج وعلى حماية الأطفال ويكفل المحافظة على التراث الثقافي والديني واللغوي للأقليات. والواقع أن الحقوق المبينة من هذا العهد مستوحاة في مجملها من الإعلان العالمي، لكن جاءت خلواً من النص على حق الملكية وحق اللجوء.
في حين تقر كل دولة صدقت على العهد الخاص بالحقوق الاقتصادية والاجتماعية والثقافية بمسؤوليتها عن العمل نحو ضمان شرط معيشة أفضل لشعبها، كما تقر بحق كل فرد في العمل والأجر العادل والضمان الاجتماعي وفي توفير مستويات معيشية مناسبة وفي التحرر من الفاقة، كما تقر بحق الفرد في الصحة والثقافة وتتعهد أيضاً ضمان حق كل فرد بتأليف النقابات والانضمام إليها. وقد جاءت الحقوق الواردة في هذا العهد أطول وأشمل من مثيلاتها في الإعلان العالمي، لكنها في الوقت نفسه جاءت أعم وأقل تحديداً مما جاء به الإعلان. ويتصدر العهدان مادة واحدة في معناها وميثاقها تقر الدول بموجبها بحق الشعوب في تقرير مصيرها.
وتوجد مجموعتان من الإجراءات وآليات التطبيق في العهدين الذين يحتويان كثيراً من النصوص المشابهة.
فقد انتخبت الدول المرتبطة بالعهد الخاص بالحقوق المدنية والسياسية «لجنة للحقوق الإنسانية» مؤلفة من ثمانية عشر شخصاً يعملون بصفتهم الفردية ويكونون طبقاً للاتفاقية من ذوي الأخلاق العالية المعترف لهم بالدراية في مجال حقوق الإنسان. وتقوم هذه اللجنة بالنظر في التقارير التي تعرضها عليها الدول الأطراف، وللجنة أن توجه تعليقات عامة لهذه الدول وكذلك إلى المجلس الاقتصادي والاجتماعي في الأمم المتحدة[ر]. وطبقاً لنصوص اختيارية تضمنها العهد المشار إليه (لم تتجاوز الدول المرتبطة به 70 دولة حتى نهاية 1994) يجوز للجنة الحقوق الإنسانية أن تنظر أيضاً بتبليغات دولة طرف بعدم وفاء دولة طرف أخرى بالتزاماتها طبقاً للاتفاقية. وتعمل اللجنة كهيئة تقصي حقائق ويمكن إنشاء لجان توفيق خاصة بالموافقة المسبقة للدول المعنية من أجل عرض مساعيها الحميدة بغية التوصل إلى حلول ودية على أساس احترام الحقوق الإنسانية. ويجوز للجنة حقوق الإنسانية بموجب البروتوكول الاختياري ذاته أن تنظر إضافة لما تقدم من شكاوى الأفراد الذين يدّعون بأنهم ضحايا خرق دولة طرف في بروتوكول لأي من الحقوق المدونة في الاتفاقية وترسل تقارير اللجنة إلى الدول الأطراف المعنية كما تقوم اللجنة بعرض تقارير سنوية عن نشاطاتها السابقة على الجمعية العامة للأمم المتحدة.
أما الدول المبرمة للعهد الخاص بالحقوق الاقتصادية والاجتماعية والثقافية، فتتعهد عرض تقارير دورية على المجلس الاقتصادي والاجتماعي بخصوص الإجراءات التي اتخذتها والتقدم الذي أحرزته من أجل حماية هذه الحقوق وللمجلس حق النظر في هذه التقارير، بالتعاون مع هيئات الأمم المتحدة ووكالاتها المتخصصة. الوكالات المتخصصة والوظيفية]. وأن يسعى على اتخاذ إجراء دولي مناسب لمساعدة الدول والأطراف في هذه المجالات.
إلى جانب هذه الوثائق الدستورية الدولية العامة تبنت الأمم المتحدة عدداً من الاتفاقيات والإعلانات ذات الصلة الوثيقة بالإنسان أهمها:
1 ـ الاتفاقية الدولية لإزالة التمييز العنصري وأشكاله كافة. وقد أقرتها الجمعية العامة في ديسمبر 1965 بقرارها 2106 (الدورة 21) ودخلت حيز التنفيذ وبلغ عدد الدول المنضمة إليها حتى نهاية 1993 (94) دولة.
2 ـ الإعلان الخاص بإزالة كل أشكال عدم التسامح والتمييز القائم على الدين أو المنفعة. وقد صدرت الجمعية العامة بتوافق الآراء في نوفمبر 1981.
3 ـ الاتفاقية الخاصة بإزالة كل أشكال التمييز ضد النساء (سيداو)، وقد أقرتها الجمعية العامة في ديسمبر 1979 ودخلت حيز النفاذ في سبتمبر 1981 وانضمت إليها دول تربو على المئة حتى نهاية 1994.
4 ـ الاتفاقية الخاصة بمكافحة التعذيب والمعاملة أو العقاب القاسي واللاإنساني أو المحّط من الكرامة وقد تبنتها الجمعية العامة بالتوافق في 10 ديسمبر 1984 ودخلت حيز النفاذ منذ 26 يوليو 1987 بين سبعين دولة ونيف.
5 ـ الاتفاقية الخاصة بحقوق الطفل وقد تبنتها الجمعية العامة في 20 نوفمبر 1989 ودخلت حيز النفاذ بين مئة دولة تقريباً بدءاً من 2 سبتمبر 1990.
6 ـ الإعلان الخاص بالحق في التنمية وقد أقرته الجمعية العامة في 4 ديسمبر 1986 بقرارها رقم 128 للدورة 44.
7 ـ الاتفاقية الخاصة بالسكان الأصليين والقبليين في البلدان المستقلة. وقد أقرته الجمعية العامة لمنظمة العمل الدولية في اجتماعها السنوي عام 1989 وانضمت إليه حتى الآن بوليفيا وكولومبيا، والمكسيك والنروج.
8 ـ الاتفاقية الخاصة بمركز اللاجئين وقد دخلت حيز النفاذ من 22 نيسان 1954 وكذلك الاتفاقية الخاصة بعديمي الجنسية وقد انضمت إلى الأولى أكثر من مئة وخمسين دولة.
9 ـ الإعلان الخاص باللجوء الإقليمي الذي أقرته الجمعية العامة في 14/12/1967 بموجب قرارها رقم 2312 (الدورة 22).
10 ـ الاتفاقية الخاصة بحماية حقوق العمال المهاجرين وأفراد أسرهم وقد أقرتها الجمعية العامة للأمم المتحدة بقرارها 158 (الدورة 45) في 25 فبراير 1991 وما زال قيد النظر من الدول الأعضاء.
وأنشئ مؤخراً منصب المفوض السامي لحقوق الإنسان (بعد المؤتمر العالمي المنعقد عام 1993).

## أنواع حقوق الإنسان

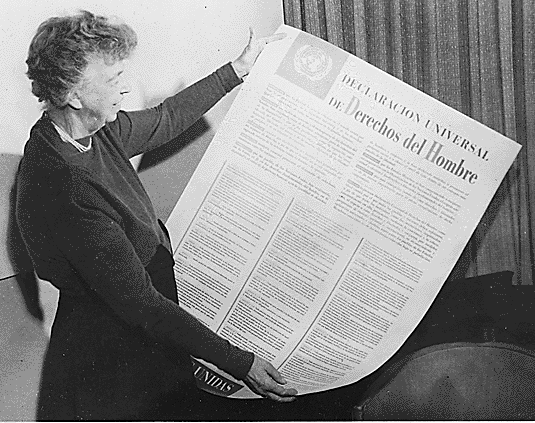
إليانور روزفلت

يمكن تصنيف حقوق الإنسان وترتيبها بأشكال شتى، ويشيع أن توزع الحقوق الإنسانية في ثلاثة مجموعات هي:
1. حقوق السلامة الشخصية.
2. الحريات المدنية.
3. الحقوق الاجتماعية والاقتصادية.

أو تقسيم مواد الإعلان العالمي غير المسلسلة يمكن ردها إلى أربع فئات:
1. الفئة الأولى وتتناول الحقوق الفردية والشخصية.
2. الفئة الثانية وتتناول علاقات الفرد بالمجموع أو بالدولة.
3. الفئة الثالثة وتشمل الحريات العامة والحقوق الأساسية.
4. الفئة الرابعة وتشمل الحقوق الاقتصادية والاجتماعية.

وتكفل حقوق السلامة الشخصية أمن الإنسان وحريته، فلكل امرء حق في الحياة والحرية وفي التمتع بالأمان على شخصه، كما لايجوز استرقاق أحد أو تعذيبه أو اعتقاله تعسفاً. أما الحريات المدنية فإنها تقر حرية التعبير عن المعتقدات بالأقوال والممارسة؛ فهي تكفل لكل شخص حرية الرأي والتعبير والوجدان والدين والتجمع. ومن الحريات المدنية الأخرى: حق الاقتراع في الانتخابات، وفي تقلد الوظائف العامة وفي الزواج وتأسيس أسرة. وتنطوي الحقوق الاجتماعية والاقتصادية على حصول الشخص على الحاجات الإنسانية الأساسية، وحقه في الرقي الاجتماعي. فلكل شخص حق في مستوى معيشة يكفي لضمان الصحة والرفاهة خاصة على صعيد المأكل والمسكن والملبس والعناية الطبية والتعليم. كما تنطوي على حق الشخص في العمل وإنشاء النقابات والانضمام إليها.

## تطور حقوق الإنسان
بذلت جهود حثيثة لإقرار الحقوق الأساسية للإنسان منذ مئات بل آلاف السنين. ومن هذه الجهود إعلان وثيقة الماجنا كارتا أو العهد الأعظم عام 1215 م، التي منحت حقوقاً للأفراد. وأخضعت ملك إنجلترا لحكم القانون. وأضحت الماجتا كارتا نموذجاً احتذت به كافة الوثائق التي صدرت لاحقاً مثل سان الحقوق الأمريكي الذي صدر عام 1791 م. وقد اقترح بيان الحقوق فكرة إقرار الحقوق العالمية غير أنه استثنى، عملياً، الرقيق ومجموعات أخرى من التمتع بها. فبيان الحقوق لم يكن في حقيقته عالمياً إذ قصر عن التعبير عن حقوق الإنسان كما نفهمها الآن. ومع إطلالة القرن العشرين الميلادي بدأت الشعوب في إنشاء منظمات دولية متعددة، فتكونت في عام 1919 م منظمة العمل الدولية التي ظلت تسعى لإقرار الحقوق الأساسية في جميع أنحاء العالم.
تبلورت مفاهيم حقوق الإنسان الحديثة في أعقاب الحرب العالمية الثانية (1939 – 1945 م). فبعد أن وضعت الحرب أوزارها، كونت الدول المستقلة منظمة الأمم المتحدة. وأصدرت هذه المنظمة ميثاقها الذي أصبح واحداً من أولى وثائق حقوق الإنسان العالمية. وقد نص ميثاق الأمم المتحدة على تعزيز احترام حقوق الإنسان والحريات الأساسية للناس جميعاً دون تمييز بسبب الجنس أو اللغة أو الدين، ولا تفريق بين الرجال والنساء. ولما خلا الميثاق من قائمة تتناول بالتفصيل حقوق الإنسان فقد أصدرت الأمم المتحدة الإعلان العالمي لحقوق الإنسان في 10 ديسمبر 1948 م، الذي تضمن المبادئ الرئيسية للحقوق المدنية والسياسية والاقتصادية والاجتماعية والثقافية والحريات الفردية.

## دور الأمم المتحدة في صيانة حقوق الإنسان

### المعاهدات

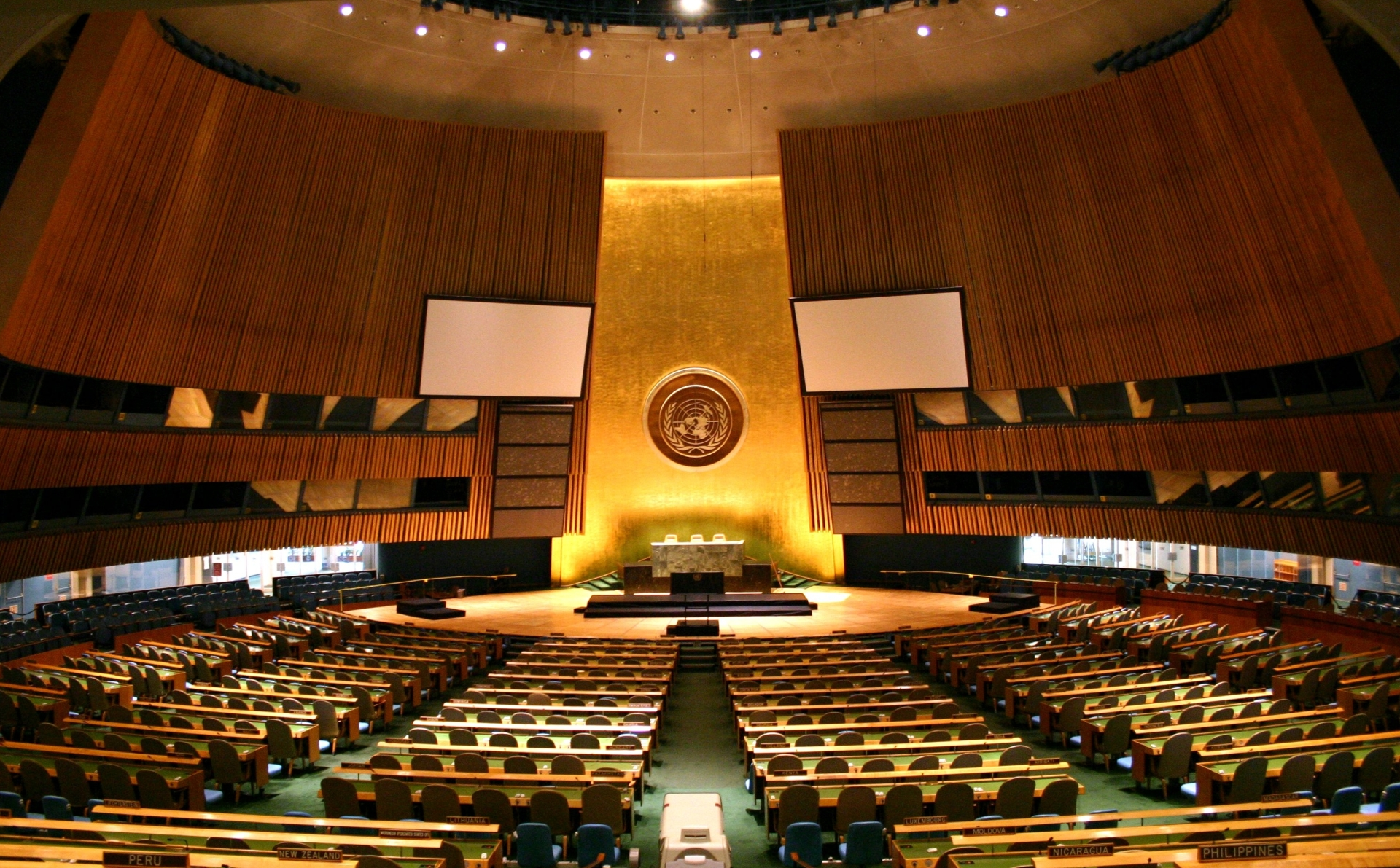
الجمعية العامة للأمم المتحدة

تبنت الأمم المتحدة من المبادئ ما ساعدت على تشريع القوانين التي تكفل حقوق الإنسان في كل دولة على حدة. وأبرمت الأمم المتحدة بعض المعاهدات التي أضفت شرعيته على هذه القوانين. وتضطلع لجنة حقوق الإنسان التابعة للأمم المتحدة بإعداد مسودات هذه المعاهدات وتوافق عليها الجمعية العمومية للأمم المتحدة.
وكانت الأمم المتحدة قد تبنت عام 1966 م المعاهدة العالمية للحقوق المدنية والسياسية، والمعاهدة العالمية للحقوق الاقتصادية والاجتماعية. وقد وفرت هذه المعاهدات الغطاء والحماية القانونية للكثير من الحقوق التي نص عليها الإعلان العالمي لحقوق الإنسان. وتبنت معاهدات أخرى، منذ ذلك الوقت، قضايا مختلفة مثل معاملة السجناء، ووضع اللاجئيين، وحقوق المرأة، وحقوق الطفل.

### الإغاثة والمساعدات الأخرى
تعجز بعض الدول، أحياناً، عن تقديم ما يكفل حقوق الإنسان الأساسية لمواطنيها، فتعمل الأمم المتحدة على تزويدهم بالغذاء والمسكن والإعدادات الطبية وغيرها من المساعدات.
وكانت لجنة حقوق الإنسان قد اهتمت في أيامها الأولى بالتصدي لانتهاكات حقوق الإنسان. أما اليوم فإن اللجنة تعمل على الارتقاء بالتعليم وغيره من الوسائل المساعدة لإيجاد بنيات حكومية تتصدى لانتهاكات حقوق الإنسان. وتستفيد، هذه الأيام، دول كثيرة من المساعدات التي تقدمها الأمم المتحدة في شكل برنامج تعليمية واختصاصيي تقنية. كما ترسل خبراء في القانون لمراقبة الانتخابات، وتقديم التدريبات اللازمة لمسؤولي السجون وضباط الشرطة.

### الرقابة
تراقب لجان دولية تابعة للأمم المتحدة تعرف باسم هيئات المعاهدة تنفيذ معاهدات حقوق الإنسان. وإذا ساور الأمم المتحدة شك في حدوث انتهاك لحقوق الإنسان فإنها تعمل على تعيين فريق أو شخص لدراسة الأمر وتلزمه بتقديم تقرير بشأن هذا الأمر. وقد تكشف تقارير الأمم المتحدة عن مشاكل معينة تطلب ممارسة ضغط دولي على حكومة ما حتى ترضخ وتقوم بحل هذه المشكلة بمساعدة الأمم المتحدة.

### التدابير التجارية والدبلوماسية
تنتهك بعض الحكومات بانتظام ومع سبق الإصرار حقوق الإنسان. وقد ترفض هذه الحكومات التعاون مع جهود الأمم المتحدة الدبلوماسية لضمان صيانة هذه الحقوق. عندها تبادر الأمم المتحدة وتوصي بفرض عقوبات على الدولة الآثمة، إلا أن ذلك لم يحدث إلا في حالات قليلة جداً. وخلال فترة العقوبات تحظر الدول الأخرى القيام بأي نشاط تجاري مع هذا البلد، وتقطع علاقاتها الدبلوماسية معه. وغالباً ما تكون العقوبات رادعة وفعّآلة إلا أن أثرها يأخذ وقتاً طويلاً. ففي عام 1962 م، أوصت الأمم المتحدة بفرض عقوبات على النظام العنصري في جنوب إفريقيا جراء تبنيه سياسة الفصل العنصري أو الأبارتيد. وفي عام 1991 م، وبعد سنوات طويلة من العقوبات وغيرها من الضغوط ألغت حكومة إفريقيا قوانين الأبارتيد. وقد وجهت انتقادات حادة لسياسة فرض العقوبات لأنها تجر الويلات على الشعوب دون تحقيق التغييرات الجوهرية المنشودة من جانب الحكومة المعنية.

### حفظ السلام
تتسب الإضرابات المدنية والصراعات المسلحة في انتهاكات صريحة لحقوق الإنسان. وعندما تعجز بعض الحكومات عن بسط النظام في منطقة ما فإن الأمم المتحدة ترسل قواتها إلى هذه المنطقة لفرض النظام. ولا تبادر الأمم المتحدة بإرسال قواتها لحفظ السلام إلا بعد موافقة أطراف النزاع. وفي هذا السياق نذكر أن تيمور الشرقية قد نالت استقلالها عام 1999 م بعد إجراء استفتاء أشرفت عليه الأمم المتحدة. وعندما اعترضت ميلشيات مناوئة للاستقلال على نتيجة الاستفتاء ومارست أعمال عنف ضد شعب تيمور الشرقية أرسلت الأمم المتحدة، بعد الموافقة الإندونسية، قوات لبسط النظام في المنطقة.

### محاكم جرائم الحرب
ينتهك كثير من القادة العسكريين أثناء الصراعات المحلية حقوق الإنسان بل يتخذ ذلك إستراتيجية لتحقيق انتصارات ميدانية. يذكر أن الأمم المتحدة كانت قد عقدت محاكمات لمجرمي الحرب الذين انتهكوا حقوق الإنسان في رواندا وبعض مناطق يوغوسلافيا السابقة.

## منظمات حقوق الإنسان

### المنظمات الحكومية
الإقليمية تنشط في صيانة حقوق الإنسان في مناطق متفرقة من العالم. ومن أبرز هذه المنظمات جامعة الدول العربية، والاتحاد الأوروبي، ومنظمة الوحدة الإفريقية، ومنظمة الدول الأمريكية ومجلس العالمي لمقاومة العنصرية.

### المنظمات المستقلة
تعمل لجعل الرأي العام مؤثراً وناقداً، كما تسعى لحماية القانون من أي خروقات. ومن هذه المنظمات: منظمة العفو الدولية، ومنظمة مراقبة حقوق الإنسان (هيومن رايتس ووتش). وتؤدي هذه المنظمات دوراً مهماً للفت الانتباه إلى أنها انتهاك حقوق الإنسان. فعلى سبيل المثال، كشفت تحقيقات منظمة العفو الدولية في سبعينيات وثمانينيات القرن العشرين النقاب عن مشكلة اختفاء آلاف المعارضين للحكومة العسكرية في الأرجنتين. وقد أشارت التحقيقات إلى أن الحكومة قامت بتصفية معارضيها وقتلتهم، مما جعل الأمم المتحدة تقوم بمزيد من الدراسات والتحقيقات حول هذه المشكلة.

### حقوق الإنسان والاختلافات الثقافية
يدعي بعض منتهكي حقوق الإنسان أن المقاييس العالمية لهذه الحقوق تتعارض مع السمات التقليدية الأصيلة لثقافاتهم. وتؤكد الأمم المتحدة بدورها أنها تحمي الحقوق الثقافية كافة إلا أنها لا تحمي الممارسات التي تنتهك الحقوق الإنسانية لشخص آخر. ومن جهة أخرى لا يرى ضحايا انتهاكات حقوق الإنسان تعارضاً في سمات ثقافاتهم ومعايير حقوق الإنسان العالمية، فهم لا يناوؤن القادة والقوانين التي تجيز انتهاك حقوق الإنسان. فهم يرون أن التقاليد والسمات الثقافية لأية ثقافة تستطيع أن تستوعب مبادئ حقوق الإنسان.

## تصنيف حقوق الإنسان
لما كانت مفاهيم حقوق الإنسان لا يصح النظر إليها بوصفها حقوقا مجردة، وإنما هي تتطور من حيث نطاقها ومضامينها بتطور العلاقات الاجتماعية ودرجة التوافق بين المجتمعين السياسي والمدني في إطار هذه العلاقات الاجتماعية، لذلك فقد تباينت اجتهادات الباحثين بشأن تصنيفات هذه الحقوق وتقسيماتها المختلفة.
كما أن حقوق الإنسان في جوهرها حقوق في حالة حركة وتطور وليست حقوقاً ساكنة، وفي الوقت نفسه تتميز بالتنوع فيما بينها وهذا التنوع يعد مصدر ثراء له، ونظراً لعددها الكبير فقد وضعت معايير عديدة لأجل تصنيفها، فمنهم من يصنفها وفقاً للقيم التي تجسدها (أصلية ومشتقة) أو تصنف على أساس ممارسة الفرد لحقوقه في نطاق الجماعة فيحددها بـ (حقوق متعلقة بشخصية الفرد وحقوق متعلقة بفكرة وحقوق متعلقة بنشاطه) وهناك من يصنفها إلى حقوق (فردية وجماعية وتضامنية).
وتصنف هذه الحقوق إلى ثلاث مجموعات:
- المجموعة الأولى: من حيث الأهمية تقسم إلى حقوق أساسية وغير أساسية.
- المجموعة الثانية: من حيث الأشخاص المستفيدين منها تصنف إلى حقوق فردية وحقوق جماعية.
- المجموعة الثالثة: من حيث موضوعها تصنف إلى حقوق مدنية وسياسية من جهة وحقوق اقتصادية واجتماعية وثقافية من جهة أخرى.[6]
- المجموعة الرابعة: وهناك طائفة جديدة من الحقوق الحديثة والتي تسمى بحقوق التضامن.

## حقوق الإنسان في النطاق الإقليمي
كانت أوروبا أسرع القارات في التجاوب مع الإعلان العالمي لحقوق الإنسان نصاً وعملاً. ففي 4 نوفمبر 1950 وقعت في روما الاتفاقية الأوروبية لحماية حقوق الإنسان وحرياته الأساسية. وقد دخلت هذه الاتفاقية حيز النفاذ في 3 سبتمبر 1953. وتضم اليوم 25 دولة وبلداً (أي دولة ناقصة السيادة بالحماية ليختنشتاين وسان مارينو).
وتتألف الاتفاقية من نص رئيس وعشرة ملاحق تفصيلية أو تفسيرية أو تعديلية.
لقد كانت الغاية من هذه الاتفاقية التي حررت سنة 1984 تعد بحق أكثر تقدماً من الاتفاقيات ذات الطابع العالمي وإيجاد السبل الفعلية لحماية ما جاء فيها من حقوق وحريات أساسية أكثر تواضعاً مما جاء في الإعلان العالمي لحقوق الإنسان كونها تركز على الحريات التقليدية وليس الحقوق الاجتماعية والاقتصادية.
فقد تضمنت الاتفاقية الأوروبية (وتعرف أحياناً باتفاقية روما) لحقوق الإنسان إنشاء هيئتين دوليتين لضمان حقوق الإنسان الأوروبي وهي:
ـ لجنة حقوق الإنسان.
ـ المحكمة الأوروبية لحقوق الإنسان. وقد جرى تعديل الاتفاقية الأوروبية مؤخراً، لتفسح لجنة حقوق الإنسان مكانها للمحكمة الأوروبية لحقوق الإنسان مما يدعم من حماية هذه الحقوق.
ومن صلاحيات المحكمة الأوروبية البت بحكم قضائي ملزم فيما يحال عليها من موضوعات من دولة المضرور أو الدولة المشكو منها أو إحدى الدول المتعاقدة الأخرى.
وقد تضمن إعلان هلسنكي الصادر في 1/8/1975 فقرات خاصة بحقوق الإنسان الأوروبي.
أما في القارة الأمريكية فقد صدر بمدينة بوغوتا الإعلان الأمريكي لحقوق الإنسان وواجباته في 2 أيار 1948.
وفي سان خوسيه بكوستاريكا صدرت في 22/11/1969 الاتفاقية الأمريكية لحقوق الإنسان ودخلت حيز النفاذ بدءاً من 18/7/1978 بين ست وعشرين دولة هي غالبية الدول الأمريكية. وحاولت هذه الاتفاقية الأوروبية، وبقي انتهاك حقوق الإنسان في أمريكا اللاتينية هو الأصل على خلاف الحال في الدول الأوروبية.
أما في القارة الإفريقية فقد أصدر مؤتمر رؤساء دول وحكومات منظمة الوحدة الإفريقية في 30/7/1979 قرار رقم 115 (16) بشأن إعداد مشروع أولي لميثاق إفريقي لحقوق الإنسان والشعوب. وعلى الأثر تقدمت لجنة من الخبراء لرؤساء الدول والحكومات الإفريقية المنعقد في نيروبي في 26/6/1981 وقد دخل الميثاق حيز النفاذ في 26/10/1986 بعد تصديق ست وعشرين دولة إفريقية عليه (الأغلبية المطلقة).
كرر الميثاق الإفريقي لحقوق الإنسان الحقوق التقليدية كما وردت في ما سبقه من مواثيق وإعلانات لكنه خلافاً لما سبق خصّ بعض الحقوق ذات الصفة الجماعية بنصوص معينة (المواد 18-26) مثل حق المساواة بين الشعوب وحق تقرير المصير وحق الشعوب المستعمرة في الكفاح المسلح لتحرير نفسها كما تفرد الميثاق الإفريقي بإدراج التزامات على الأفراد احتراماً لحقوق غيرهم كواجب المحافظة على تطور الأسرة وانسجامها وخدمة المجتمع الوطني والعمل بأقصى القدرات ودفع الضرائب (م 27-29).
هنا أيضاً بقي الميثاق الإفريقي لحقوق الإنسان أدنى كثيراً من طموحات شعوب القارة التي شهدت وتشهد خروقات فاضحة لأبسط حقوق الإنسان. بل وشهدت مؤخراً (94-95) حروب الإبادة الجماعية Genocide في رواندة وبوروندي والصومال وسواها.
أما في الوطن العربي فقد جاء ميثاق جامعة الدول العربية الموقع في 22 آذار 1945 خلواً من أي نص عن حقوق الإنسان، غير أن مجلس الجـامعة وافق في 3/9/1968 (القرار2443/48) إلى إنشاء اللجنة العربية الدائمة لحقوق الإنسان التي عهد إليها إعداد مقترحات وأبحاث وتوصيات ومشروعات اتفاقات يتعين أن تحظى بموافقة مجلس الجامعة. وتتألف هذه اللجنة مندوبي الحكومات العربية وليس من أشخاص أكفاء يؤدون واجبهم بصفتهم الشخصية، لذا ظل دور اللجنة هامشياً.
وبناء على توصية المؤتمر الإقليمي العربي لحقوق الإنسان الذي انعقد في بيروت بين 2 و10/10/1968 أنشأ مجلس الجامعة لجنة خبراء عهد إليها إعداد مشروع إعلان عربي لحقوق الإنسان (القرار 3668/30 في 10/9/1971 وقد أعدت اللجنة بالفعل هذا المشروع المستمد في جلّه من الإعلان العالمي لحقوق الإنسان مع مراعاة خصوصية الوطن وحضارته، لكن المشروع لقي طريقه إلى الإهمال.
وعندما انتقلت الجامعة إلى تونس توصلت في 11/11/1982 إلى اعتماد مشروع جديد أسمته الميثاق العربي لحقوق الإنسان، غير أن مجلس الجامعة قرر في دورته التاسعة والسبعين (1983) إحالة المشروع على الدول الأعضاء في الجامعة لوضع ملاحظاتها عليه وما زالت الدول الأعضاء بصدد ذلك حتى نهاية 1995، مع أن المشروع العتيد لا يصل في أهدافه إلى أي من الإعلانات والمواثيق المقرّة عالمياً أو إقليمياً.
لكن الوطن العربي شهد ويشهد ولادة معاهد ومؤسسات تعنى بحقوق الإنسان العربي فعلاً لا قولاً من دون أن يقترن عملها بتصرف حكومي جماعي عربي.
إن موضوع حقوق الإنسان غدا الشغل الشاغل للمحافل الدولية العالمية والإقليمية، وقد أوصت منظمة الأمم المتحدة للتربية والثقافة والعلوم[ر] UNESCO. أن تدرس حقوق الإنسان مادة مستقلة في شتى مراحل التدريس وعلى أثر ذلك تقرر إدخال مقرر خاص من متطلبات التخرج الجامعي في كل الكليات في عدد من الجامعات العربية كما أنه يدرس في نطاق الثقافة القومية أو القانون الدستوري والدولي في جامعات أخرى. والقصد من ذلك كله تثبيت مقولة أن الأصل ترسيخ الفكرة في ذهن الناس حتى يسهموا هم في تطويرها من حُلُم أو هدف نظري إلى حقيقة واقعة مؤيدة بالثواب والعقاب.